# Pattigham
Pattigham ist eine Gemeinde im österreichischen Bundesland Oberösterreich im Bezirk Ried im Innkreis im Innviertel mit 1080 Einwohnern (Stand 1. Jänner 2024). Die Gemeinde liegt im Gerichtsbezirk Ried im Innkreis.

## Geografie
Pattigham liegt auf 512 m Höhe im Innviertel. Die Ausdehnung beträgt von Nord nach Süd 4,4 km, von West nach Ost 4,6 km. Die Gesamtfläche beträgt 11,22 km². 15 % der Fläche sind bewaldet, 77 % der Fläche landwirtschaftlich genutzt.

### Gemeindegliederung
Das Gemeindegebiet umfasst folgende Ortschaften (in Klammern Einwohnerzahl Stand 1. Jänner 2024):
- Atzing (23)
- Daring (21) samt Rödt
- Dunzing (126)
- Haging (64)
- Hochkuchl (46)
- Hof (103)
- Oberbrunn (29)
- Pattigham (552)
- Pattighamried (30)
- Sankt Thomas (20)
- Schachen (14)
- Schwarzenbach (13)
- Senzenberg (7)
- Zeilach (32)

### Nachbargemeinden
|           | Neuhofen im Innkreis                        | Hohenzell   |
| Schildorn | Kompassrose, die auf Nachbargemeinden zeigt | Eberschwang |
|           | Pramet                                      |             |

## Geschichte
Im 7./8. Jahrhundert begann im bayerischen Stammesherzogtum das christliche Leben. Das Domkapitel Passau errichtete von 1480 bis 1490 die mit Tauf- und Begräbnisrechten versehene St. Laurenz-Kirche. 1633 wird in einer passauischen Matrikel die Pfarre Hohenzell mit den Filialkirchen Pattigham und St. Thomas im Dekanate Eberschwang erwähnt. 1852 wurde die Pfarre errichtet.
Seit Gründung des Herzogtums Bayern war der Ort bis 1779 bayrisch und kam nach dem Frieden von Teschen mit dem Innviertel (damals 'Innbaiern') zu Österreich. Während der Napoleonischen Kriege wieder kurz bayrisch, gehört er seit 1814 endgültig zu Oberösterreich.
Nach dem Anschluss Österreichs an das Deutsche Reich am 13. März 1938 gehörte der Ort zum Gau Oberdonau. Nach 1945 erfolgte die Wiederherstellung Oberösterreichs.
Zeittafel
- 10. Jh.	Fliehburg (Ringwall) auf dem Hochkuchl gegen die Ungarneinfälle
- 1160	Pattichinheim – erste urkundliche Erwähnung im 5. Passauer Codex des Domkapitels Passau; 1190 Haging
- 12./13. Jh.	Erster Badebetrieb im Heilbad St. Thomas in einem hölzernen Badhaus
- 1340	Das Vogtamt – dem Domkapitel Passau zugehörend – entsteht als 5. Amt des Landgerichtes Ried.
- 1380	Burgbau der Kuchler Konrad IV. und Hartnid II. am Hochkuchl
- 15. Jh.	Die Wallfahrtskirche St. Thomas wird gebaut
- 1436	Das Geschlecht der Hochkuchler stirbt mit Hans aus
- 1480–1490	Das Domkapitel Passau errichtet die St. Laurenz-Kirche zu Paticheim
- 1633	In einer passauischen Matrikel wird die Pfarre Hohenzell mit den Filialkirchen Pattigham und St. Thomas erwähnt
- 1663	Kurfürst Ferdinand Maria aus Bayern spendet den Thomasaltar für die Wallfahrtskirche St. Thomas
- 1717	Die 2. Rotundakapelle zu St. Thomas wird gebaut
- 13. Mai 1779	Das Innviertel, ein Jahrtausend zu Bayern gehörend, kommt zu Österreich
- 1785	Die Kirche zu St. Thomas wird unter Kaiser Joseph II. geschlossen und 1787 abgerissen. Der Schwanthaleraltar kommt in die Pfarrkirche Pattigham
- 1791	Erste Volksschule in Pattigham, erster Lehrer ist Georg Böheim
- 1837	Das Heilbad St. Thomas besuchen 600 Badegäste
- 1850	Pattigham wird Ortsgemeinde mit 903 Einwohnern in 154 Häusern
- 1852	Pattigham wird selbstständige Pfarre
- 1881	Gründung von FF Oberbrunn und FF Pattigham
- 1892	Der alte Zwiebelturm der Pfarrkirche wird durch einen gotischen Spitzhelm ersetzt
- 1893	Ein Brand der Badeanstalt St. Thomas beendet den Badebetrieb
- 1894	Gründung des Musikvereins Pattigham
- 1905	Das heilbringende Wasser von St. Thomas wird nach Ried geleitet
- 1914–1918	Erster Weltkrieg (24 Gefallene, 7 Vermisste)
- 1919	Gründung der FF Hof
- 1939–1945	Zweiter Weltkrieg (30 Gefallene, 22 Vermisste, 900 Flüchtlinge in Pattigham)
- 1959	Straßenbeleuchtung in Pattigham
- 1969	Sportplatzbau (erweitert 1989)
- 1982	Eröffnung der Tennisanlage
- 1995	Eröffnung des neuen Raiffeisenbankgebäudes; Kanalisation durch den Reinhaltungsverband Oberach (Pattigham, Pramet, Schildorn)
- 1996	Einweihung des neuen Gemeindeamtes
- 1997	Segnung des Pfarrzentrums
- 2000	Eröffnung des Feuerwehrhauses, des Musikerheimes und der Altstoffsammelinsel
- 2006	Errichtung eines Beachvolleyballplatzes
- 2007	Pattigham wird „Gesunde Gemeinde“. Eröffnung einer Bäckerei
- 2008	Fertigstellung des Rückhaltebeckens Hof. Pattigham wird „Klimabündnisgemeinde“. Bau des Rad- und Gehweges Hof
- 2010	850 Jahre Pattigham mit Präsentation des ersten Heimatbuchs durch Ehrenbürger Fritz Hintenaus. Gründung der Wassergenossenschaft Pattigham I
- 2014	Beitritt zur LEADER Region Innviertel
- 2016	Errichtung einer Photovoltaikanlage auf dem Dach des Gemeindeamtes
- 2017/18	Errichtung einer Nahwärmeanlage im Wirtshaus Rögl und des ersten öffentlichen WC's
- 2019	Eröffnung des neuen Volksschul- und Kindergartengebäudes. Abschluss des LEADER-Projekts „DRINN – Generationenraum“ und des Grundzusammenlegungsverfahrens. 50 Jahre Jubiläum des USV Pattigham/Pramet
- 2019/20	Breitbandausbau im gesamten Gemeindegebiet
- 2020	Jänner – Die Gemeinde Pattigham begrüßt den 1.000-sten Einwohner (nach Hauptwohnsitzen)
- 2020	Errichtung einer neuen Freizeitanlage (Asphaltstockschützenbahn, Bikepark, Basketball)
- 2021	September – Eröffnung des neuen öffentlichen Spielplatzes
- 2021	Erneuerung der Flutlichtanlage beim Sportplatz, LED-Umstellung
- 2020–22	erstmalige Erstellung eines Ortsplanes inklusive Aufstellung einer Schautafel sowie Bestimmung von Wanderwegen im Zuge eines LEADER-Projektes
- 2022/23	Sanierung des Rabauerparkplatzes mit Flächenentsiegelung
- 2023	Erweiterung der Photovoltaikanlage von Volksschule und Kindergarten inkl. Stromspeicher. Entsiegelung des alten Parkplatz der Volksschule und Anlegung eines Schulpausenhofes

### Einwohnerentwicklung
1991 hatte die Gemeinde laut Volkszählung 789 Einwohner, 2001 dann 813 Einwohner. Die Nähe zur Bezirksstadt Ried und die schöne Umgebung sind verantwortlich dafür, dass in Pattigham in den letzten Jahren viele neue Häuser errichtet wurden und dadurch die Bevölkerungszahl ständig anstieg. Durch das Fehlen von Industrie- und Handelsunternehmen und abgesehen von einigen kleinen Gewerbebetrieben ist die Bevölkerung gezwungen, auszupendeln und Arbeitsplätze vorwiegend in Ried oder in den Umlandgemeinden anzunehmen.

## Kultur und Sehenswürdigkeiten

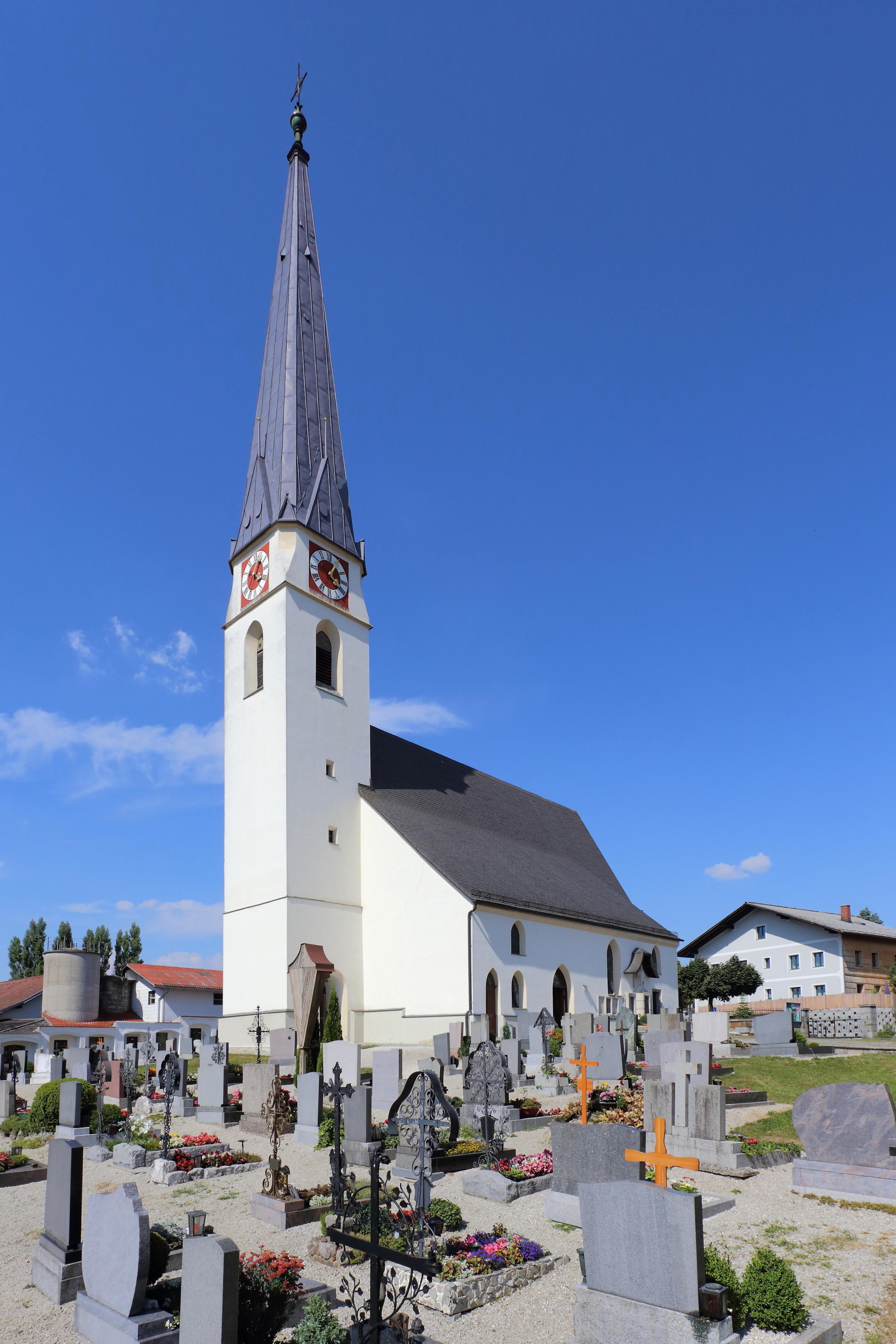
Pfarrkirche Pattigham

- Katholische Pfarrkirche Pattigham hl. Laurentius: Die Kirche ist ein spätgotischer einschiffiger Sakralbau mit einem eingezogenen dreijochigen Chor. Der barocke Hochaltar stammt aus der Werkstätte von Thomas Schwanthaler. Dieser wurde ursprünglich für die Wallfahrtskirche Sankt Thomas um 1665/70 errichtet und im Zuge der Josephinischen Reformen in die Laurentiuskirche übertragen.
- Die Wallfahrtskirche Sankt Thomas wurde schon im 12. Jahrhundert am Fuße der „Badleithen“ – im Volksmund Bründlkapelle genannt – errichtet. Durch den großen Zustrom von Wallfahrern entstand im 15. Jahrhundert eine geräumige Wallfahrtskirche (Filialkirche der Mutterpfarre Hohenzell). Um einen Thronfolger zu bekommen, stifteten Kurfürst Ferdinand Maria aus Bayern und seine Gemahlin Henriette Adelheid aus Savoyen um 1660 den Thomasaltar. 1785 wurde das Gotteshaus durch die Reformen Kaiser Joseph II. für überflüssig erachtet, geschlossen und 1787 abgerissen. Der Altar wurde in die Pfarrkirche Pattigham übertragen.

## Wirtschaft und Infrastruktur

### Verkehr
- Straße: Pattigham ist über die Frankenburger Straße L 509 zu erreichen.
- Bahn: Mit der Haltestelle Oberbrunn steht eine Eisenbahnverbindung der Hausruckbahn zur Verfügung, die jedoch 3 km vom Ortskern Pattighams entfernt liegt.

### Bildung
Die einzige Bildungseinrichtung der Gemeinde ist die Volksschule Pattigham.
Zusätzlich gibt es in Pattigham auch einen eigenen Gemeindekindergarten.

### Vereine
- Bibelrunde
- Free Style Club Ried
- 2 Freiwillige Feuerwehren
- Goldhaubengruppe
- Katholische Frauenbewegung
- Kinderliturgiekreis
- Landjugend
- Musikverein
- Mütterrunde
- Fußballverein USV Pattigham/Pramet
- X-Trail Freaks
- Zukunft Pattigham 2030

## Politik
Der Gemeinderat hat 13 Mitglieder.
- Mit den Gemeinderats- und Bürgermeisterwahlen in Oberösterreich 2003 hatte der Gemeinderat folgende Verteilung: 7 ÖVP, 5 SPÖ und 1 FPÖ.
- Mit den Gemeinderats- und Bürgermeisterwahlen in Oberösterreich 2009 hatte der Gemeinderat folgende Verteilung: 8 ÖVP, 3 FPÖ und 2 SPÖ.
- Mit den Gemeinderats- und Bürgermeisterwahlen in Oberösterreich 2015 hatte der Gemeinderat folgende Verteilung: 7 ÖVP, 4 FPÖ und 2 SPÖ.
- Mit den Gemeinderats- und Bürgermeisterwahlen in Oberösterreich 2021 hat der Gemeinderat folgende Verteilung: 9 ÖVP und 4 SPÖ.[2][3]

### Bürgermeister
- 2003–2020 Franz Moser (ÖVP)
- seit 2020 Johann Urwanisch (ÖVP)[4]

### Wappen
Seit 1982 darf Pattigham ein Gemeindewappen nach einem Entwurf des Amtsleiters Franz Wambacher führen. Blasonierung: Schräg geteilt; oben in Gold ein schwarzer, aufgerichteter, rot bewehrter und bezungter Wolf, unten in Grün eine silberne Margeritenblüte mit goldenem Butzen. Die Gemeindefarben sind Schwarz-Weiß-Grün.
Der passauische Wolf deutet auf die Ursprungsgeschichte des Ortes, die Margeritenblüte auf die schöne, vorwiegend landwirtschaftlich genutzte Gegend hin.

## Persönlichkeiten
- Franz Berger (1860–1929), Bankier, Politiker und Bürgermeister der Stadt Salzburg
- Josef Itzinger (1918–2012), Konsistorialrat